# Georges-Louis-Marie Brocard
Georges-Louis-Marie Brocard, francoski general, * 1886, † 1947.